# Adineta
Adineta (лат.) — род бделлоидных коловраток из семейства Adinetidae класса Eurotatoria. Распространены всесветно.
Микроскопические, размером в несколько десятых долей миллиметра, организмы, обитающие во влажных биотопах: в различных пресных водоёмах, в том числе кислых, текучих и термальных водах, во влажном песке по берегам водоёмов, встречаются во мху и среди лишайников, в почве, являясь составной частью псаммона и эдафона. Обитают также в морских водах, в том числе антарктических.
Коловратки рода Adineta имеют удлинённое тело, округлую голову без глазных пятен, узкую шею и ногу с тремя пальцами и двумя шпорами. Диски с ресничками расположены на брюшной стороне. Реснички у одних видов хорошо заметные, в то время как у других — обычно плохо видимые. Коловращательный аппарат типа «Adineta». Мастакс небольшой, каждый ункус с двумя зубами.
В роде Adineta выделяют следующие виды коловраток:
- Adineta acuticornis Haigh, 1967
- Adineta barbata Janson, 1893
- Adineta bartosi Wulfert, 1960
- Adineta beysunae Örstan, 2018
- Adineta coatsi Iakovenko, Smykla, Convey, Kasparona, Kozeretska, Trokhymets, Dykyy, Plewka, Devetter et Janko, 2015
- Adineta cuneata Milne, 1916
- Adineta editae Iakovenko, 2015
- Adineta elongata Rodewald, 1935
- Adineta emsliei Iakovenko, Smykla, Convey, Kasparona, Kozeretska, Trokhymets, Dykyy, Plewka, Devetter et Janko, 2015
- Adineta fontanetoi Iakovenko, Smykla, Convey, Kasparona, Kozeretska, Trokhymets, Dykyy, Plewka, Devetter et Janko, 2015
- Adineta glauca Wulfert, 1942
- Adineta gracilis Janson, 1893
- Adineta grandis Murray, 1910
- Adineta longicornis Murray, 1906
- Adineta oculata (Milne, 1886)
- Adineta ricciae Segers et Shiel, 2005
- Adineta steineri Bartoš, 1951
- Adineta tuberculosa Janson, 1893
- Adineta vaga (Davis, 1873)

В 2015 году в Якутии был открыт новый вид коловраток из рода Adineta, близкий к Adineta vaga. К середине 2021 года ещё не получил формального научного описания. Одна особь этого вида была найдена в вечной мерзлоте при бурении керна почвы в скважине на глубине 3,5 м. На этой глубине находятся отложения позднеплейстоценового ледового комплекса, возраст которых, по оценкам учёных, составляет примерно 24 000 лет. После разморозки в лаборатории эта коловратка ожила, начала двигаться, а со временем стала размножаться (бделлоидные коловратки размножаются партеногенетически). Таким образом, эта коловратка пробыла в полностью замороженном состоянии около 24 000 лет, после чего благополучно вернулась к нормальной жизнедеятельности. Это второй известный науке случай, наряду с нахождением также в Якутии жизнеспособных нематод видов Plectus parvus и Panagrolaimus detritophagus, пробывших в вечной мерзлоте 40 000 и 32 000 лет соответственно, когда многоклеточное животное, пробыв десятки тысяч лет в замороженном состоянии, ожило и вернулось к нормальной жизнедеятельности.